# Ringinrejo (plaats)
Ringinrejo is een bestuurslaag in het regentschap Kediri van de provincie Oost-Java, Indonesië. Ringinrejo telt 4815 inwoners (volkstelling 2010).